# النوبة (ذي السفال)

تعديل مصدري - تعديل

النوبة محلة تابعة لقرية الظهر، التابعة لعزلة السيف بمديرية ذي السفال إحدى مديريات محافظة إب في الجمهورية اليمنية، بلغ تعداد سكانها 108 حسب تعداد اليمن لعام 2004.